# Поршенский Починок
Поршенский Починок — деревня в Вилегодском районе, Архангельской области. Входит в состав Никольского сельского поселения.

## Население
По данным Всероссийской переписи населения 2010 года, постоянного населения в деревне не было.